# Ambres
Ambres település Franciaországban, Tarn megyében. Lakosainak száma 1031 fő (2022. január 1.). Ambres Fiac, Giroussens, Labastide-Saint-Georges, Lavaur, Saint-Gauzens és Saint-Jean-de-Rives községekkel határos.

## Népesség
A település népességének változása:
| Lakosok száma | 963  | 983  | 1011 | 980  | 997  | 1010 | 1023 | 1036 | 1031 |
|               | 2013 | 2015 | 2016 | 2017 | 2018 | 2019 | 2020 | 2021 | 2022 |